# Flèche côtière
La Flèche côtière (en néerlandais : De Kustpijl Heist) est une course cycliste belge disputée à Knokke-Heist. Créée en 1962, elle fait partie de l'UCI Europe Tour depuis 2012, en catégorie 1.2. Elle est par conséquent ouverte aux équipes continentales professionnelles belges, aux équipes continentales, à des équipes nationales et à des équipes régionales ou de clubs. Les UCI ProTeams (première division) ne peuvent pas participer.

## Palmarès

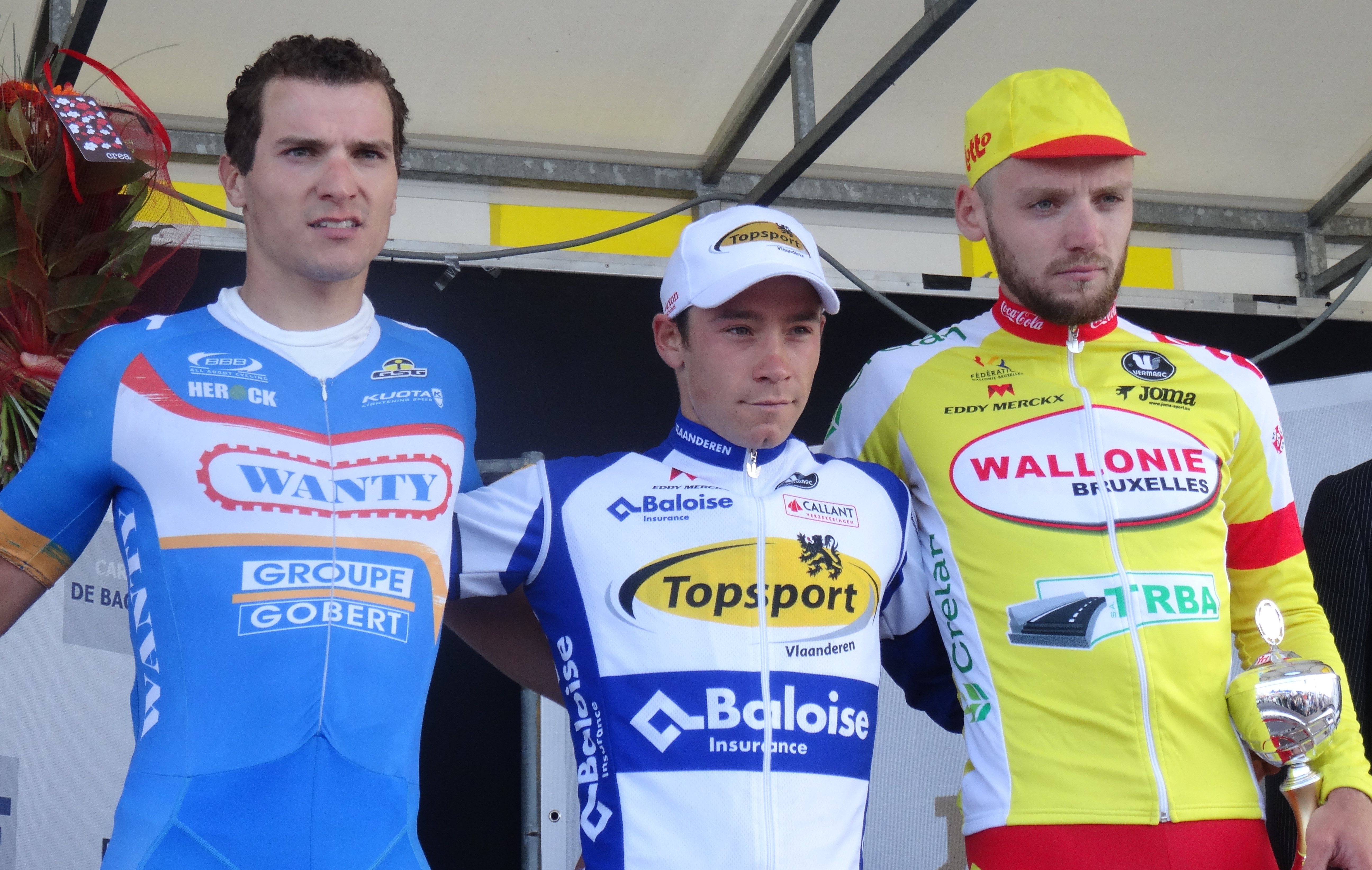
Podium de l'édition 2014 de la Flèche côtière : Roy Jans (3e), Michael Van Staeyen (1er) et Robin Stenuit (2e).

| Année     | Vainqueur                | Deuxième                  | Troisième                |
| --------- | ------------------------ | ------------------------- | ------------------------ |
| 1962      | Gilbert Desmet           | Daniel Doom               | Marcel Seynaeve          |
| 1963      | Emiel Lambrecht          | Tom Simpson               | André Noyelle            |
| 1964      | Clément Roman            | Gustaaf Desmet            | Julien Gaelens           |
| 1965      | Bernard Deville          | Wim de Jager (nl)         | Camiel Vyncke            |
| 1966      | Eric Demunster           | Jérôme Kegels             | Norbert Van Cauwenberghe |
| 1967      | Noël Van Clooster        | Jo de Roo                 | Alfons De Bal            |
| 1968      | Albert Van Vlierberghe   | Ward Weckx                | Marcel Maes              |
| 1969      | Étienne Sonck            | Georges Vandenberghe      | Jacques De Boever        |
| 1970      | André Dierickx           | Noel Vantyghem            | Roger Jochmans           |
| 1971      | Willy Teirlinck          | Fernand Hermie            | Roger Jochmans           |
| 1972      | Noël Van Clooster        | Aimé Delaere              | Noël Vantyghem           |
| 1973      | Noël Vantyghem           | Aimé Delaere              | Jozef Abelshausen        |
| 1974      | Patrick Sercu            | José Vanackere            | Lucien Zelck             |
| 1975      | Marcel Van Der Slagmolen | Wilfried Reybrouck        | Benny Schepmans          |
| 1976      | Alain Desaever (en)      | Manuel Santos Castillo    | Jean-Pierre Berckmans    |
| 1977      | Julien Stevens           | Fedor den Hertog          | Herman Vrijders          |
| 1978      | Frans Van Looy           | Freddy Maertens           | Fons van Katwijk         |
| 1979      | Marc Demeyer             | Gery Verlinden            | Frans Van Looy           |
| 1980      | Emiel Gijsemans          | Frans Van Looy            | Paul De Keyser           |
| 1981      | Gery Verlinden           | Ronny Claes               | Frans Van Looy           |
| 1982      | Kurt Dockx               | Werner Devos              | Frans Van Looy           |
| 1983      | Alain Desaever (en)      | Noël Segers               | Jozef Lieckens           |
| 1984      | Alain Desaever (en)      | Marc Van Geel             | Gert Frank               |
| 1985      | Ronny Van Holen          | Gery Verlinden            | Reinier Valkenburg       |
| 1986      | Patrick Versluys         | Rudy Dhaenens             | Gino Ligneel             |
| 1987      | Marnix Lameire           | Roberto Gaggioli          | Bruno Geuens             |
| 1988      | Hans Daams               | Yvan Lamote               | Frank Hoste              |
| 1989      | Peter Pieters            | Marc Assez                | Patrick Verplancke       |
| 1990      | Marnix Lameire           | Herman Frison             | Patrick Bol              |
| 1991      | Ivan Romanov             | Louis de Koning           | Marek Kulas              |
| 1992      | Michel Cornelisse        | Adrie van der Poel        | Patrick Strouken         |
| 1993      | Michel Cornelisse        | Wim Omloop                | Tom Desmet               |
| 1994      | Jelle Nijdam             | Jan Van Camp              | Patrick Van Roosbroeck   |
| 1995      | Peter Van Petegem        | Carlo Bomans              | Arvis Piziks             |
| 1996      | Tom Steels               | Jans Koerts               | Michel Cornelisse        |
| 1997      | Robbie Vandaele          | Michael van der Wolf (nl) | Peter Verbeken           |
| 1998      | Bert Roesems             | Wim Omloop                | Hans De Meester          |
| 1999      | Michel Vanhaecke         | Niko Eeckhout             | Franky Van Haesebroucke  |
| 2000      | Jurgen Vermeersch (nl)   | Davy Delme (nl)           | Michel Vanhaecke         |
| 2001      | Arthur Farenhout         | Danny Stam                | Jeff Louder              |
| 2002-2011 | Course non disputée      | Course non disputée       | Course non disputée      |
| 2012      | Kevin Claeys             | Andy Cappelle             | Ken Hanson               |
| 2013      | Egidijus Juodvalkis      | Florian Sénéchal          | Brian van Goethem        |
| 2014      | Michael Van Staeyen      | Robin Stenuit             | Roy Jans                 |
| 2015      | Marco Zanotti            | Coen Vermeltfoort         | Roy Jans                 |
| 2016      | Timothy Dupont           | Bert Van Lerberghe        | Jelle Donders            |
| 2017      | Christophe Noppe         | Jelle Mannaerts           | Jérôme Baugnies          |
| 2018      | Timothy Stevens          | Brent Van Moer            | Dennis Coenen            |
| 2019      | Bas van der Kooij        | Arvid de Kleijn           | Jarne Van De Paar        |